# Хайнц Чеховски
Хайнц Чеховски (на немски: Heinz Czechowski) е немски поет, есеист, драматург и преводач.

## Биография и творчество
Хайнц Чеховски е роден в Дрезден в семейството на чиновник.
Десетгодишен Чеховски преживява разрушителните бомбардировки на родния си град. След като получава образование за чертожник, следва в Литературния институт „Йоханес Р. Бехер“ в Лайпциг, където силно влияние му оказва поетът Георг Маурер.
Първите си стихотворения Хайнц Чеховски публикува през 1957 г. в списание „Нойе дойче литератур“. Работи като издателски редактор в Хале и драматург в Магдебург. Публикува още стихосбирките „Следобедът на една любовна двойка“ (1962) и „Пътуване по водата“ (1967). В ГДР Хайнц Чеховски е официално по-скоро търпян, отколкото ценен. Преди политическата промяна през 1989 г. поетът издава стихосбирките „Овце и звезди“ (1975), „Що се отнася до мене“ (1981), „Аз, например“ (1982), „До приятел и враг“ (1983) и „Никакъв по-близък знак“ (1987).
По подстрочници прави поетични преводи на творби на Михаил Лермонтов, Ана Ахматова, Марина Цветаева и Янис Рицос.
През 1992 г. Хайнц Чеховски е един от съоснователите на Свободната академия на изкуствата в Лайпциг. След дългогодишно мълчание започва отново да публикува поезия и издава книгите „Нощна следа“  (1993), „Стихове и поеми“ (1996), „Пустошта Колмен“ (1997), „Моят Вестфалски мир“ (1998), „Очилата на Зойме“ (2000), „Времето е спряло“ (2001) и „Изцелен от всички чудеса“ (2006).
Установява се да живее като писател на свободна практика в Шопинген и Франкфурт на Майн.

## Награди и отличия
- 1961: Kunstpreis der Stadt Halle
- 1970: „Награда Гьоте“ на град Берлин (колективно)
- 1976: „Награда Хайнрих Хайне“ на Министерството на културата на ГДР
- 1984: „Награда Хайнрих Ман“ на Берлинската академия на изкуствата
- 1990/1991: Stadtschreiber von Bergen
- 1996: „Награда Ханс Ерих Носак“ des Kulturkreises der deutschen Wirtschaft
- 1998: Dresdner Stadtschreiber
- 1999: Dr. Manfred Jahrmarkt-Ehrengabe der Deutschen Schillerstiftung
- 2001: „Награда Братя Грим“ на град Ханау